# Lara Teixeira
Pour les articles homonymes, voir Teixeira.
Lara Puglia Teixeira Cianciarulo, née le 26 novembre 1987 à Campos dos Goytacazes, est une nageuse synchronisée brésilienne.

## Carrière
Lara Teixeira remporte la médaille de bronze en duo avec Caroline Hildebrandt et par équipe aux Jeux panaméricains de 2007.
Avec Nayara Figueira, elle est médaillée d'or aux Jeux sud-américains de 2010 en duo et par équipe et médaillée de bronze en duo et par équipe aux Jeux panaméricains de 2011. Le duo participe aux Jeux olympiques de 2008 et de 2012. Elle dispute aussi l'épreuve par équipe des Jeux olympiques de 2016.